# Alisma bjoerkqvistii
Alisma bjoerkqvistii är en enhjärtbladig växtart som beskrevs av Nikolai Nikolaievich Tzvelev. Alisma bjoerkqvistii ingår i släktet kranssvaltingar, och familjen svaltingväxter. Inga underarter finns listade i Catalogue of Life.